# Estación Rancagua (Buenos Aires)
Rancagua es una estación de ferrocarril ubicada en la localidad del mismo nombre, en el Partido de Pergamino, Provincia de Buenos Aires, Argentina. 
Sus vías e instalaciones se encuentran abandonadas, aunque a cargo de la empresa estatal Trenes Argentinos Cargas.

## Historia
Fue construida por la Compañía General de Ferrocarriles en la Provincia de Buenos Aires en 1908, como parte de la vía que llegó a Rosario en ese mismo año.